# Daniel Semcesen
Daniel Semcesen (ur. 17 sierpnia 1986) – szwedzki szachista, arcymistrz od 2014 roku.

## Kariera szachowa
Wielokrotnie reprezentował Szwecję na mistrzostwach Europy juniorów w różnych kategoriach wiekowych. W 2006 r. zwyciężył w kołowym turnieju w Lund, natomiast w 2008 r. zwyciężył w turnieju Mästare Elit w Växjö. W 2009 r. zdobył w Kungsörze brązowy medal indywidualnych mistrzostw Szwecji oraz zwyciężył w turnieju Salongernas IM w Sztokholmie. Również w 2009 r. podzielił I m. (wspólnie ze Stellanem Brynellem) w Kopenhadze, natomiast w 2010 r. podzielił II m. (za Hansem Tikkanenem) w Kownie (w obu tych turniejach zdobywając normy arcymistrzowskie). W 2010 r. podzielił III m. (za Bartłomiejem Heberlą i Axelem Smithem, wspólnie z Tomaszem Warakomskim) w turnieju WSB CUP GM we Wrocławiu. W 2011 r. reprezentował narodowe barwy na rozegranych w Pórto Cárras drużynowych mistrzostwach Europy oraz podzielił III m. (za Nilsem Grandeliusem i Daanem Brandenburgiem, wspólnie z Hansem Tikkanenem) w turnieju Schackstudion GM w Lund. W 2012 r. zajął II m. (za Nikołajem Ninowem) w turnieju BMS IM w Kopenhadze oraz zwyciężył w turnieju BSF Cup, również w Kopenhadze. W 2013 r. podzielił II m. (za Vilką Sipilä, wspólnie z Jonnym Hectorem) w turnieju Visma Chess Tournament GM w Växjö 9zdobywając trzecią normę na tytuł arcymistrza) oraz podzielił III m. (za Kiriłłem Stupakiem i Kamilem Dragunem, wspólnie z Kacprem Drozdowskim) w V Międzynarodowym Arcymistrzowskim Turnieju Szachowym im. Unii Lubelskiej w Lublinie. W 2014 r. zwyciężył w turnieju Brønshøj Lang Weekend w Kopenhadze oraz zdobył w Borlänge tytuł indywidualnego mistrza Szwecji.
Najwyższy ranking w dotychczasowej karierze osiągnął 1 maja 2014 r., z wynikiem 2513 punktów zajmował wówczas 10. miejsce wśród szwedzkich szachistów.